# Hyalomma marginatum
Hyalomma marginatum je druh klíštěte z rodu Hyalomma, vyskytující se zejména v jižní a východní Evropě. Druh je přenašečem některých infekčních nemocí, včetně dvou druhů virových krvácivých horeček.

## Biologie
Druh je přirozeným ektoparazitem ptáků. Tělo klíštěte je temně hnědé s typicky pruhovanýma nohama; dospělí jedinci dorůstají do velikosti dvou centimetrů, po nasátí může dosáhnout až 2,5 cm. H. marginatum má pouze dvouhostitelský vývojový cyklus; prvním hostitelem bývá pták či malý druh savce (nejčastěji ježek nebo zajíc), druhým pak velký savec.

## Rozšíření
Typickým biotopem druhu jsou lokality s vyšší teplotou a nižší vlhkostí, typicky stepi a savany.
Běžně se vyskytuje v jižní a východní Evropě, zřídkavě v Maďarsku, Finsku, Nizozemsku a Velké Británii, případně na Balkáně a ve Středomoří. Od roku 2015 se pravidelně vyskytuje v Německu – v letech 2015 a 2017 po jednom exempláři, zatímco v srpnu 2018 byl zaznamenán výskyt rekordního počtu devíti jedinců v lesích v německých spolkových zemích Dolní Sasko a Hesensko, z nichž jediný byl infikován bakterií Rickettsia, původcem skvrnitého tyfu. Výskyt v České republice nebyl dosud (srpen 2018) zaznamenán.
Nejpravděpodobnější příčinou přenosu do evropských států je přelet nebo transport jedinců spolu se svými ptačími hostiteli.

## Zdravotní rizika
Krom lymské boreliózy, encefalitidy a skvrnitého tyfu, které přenáší i klíště obecné (Ixodes ricinus), může Hyalomma marginatum navíc šířit i arabskou a krymsko-konžskou krvácivou horečku.